# Giordano Finoro
Giordano Michele Finoro (Guelph, 17 maggio 1998) è un hockeista su ghiaccio canadese naturalizzato italiano, milita come attaccante nell'IF Troja-Ljungby, squadra dell'Hockeyallsvenskan, e nella Nazionale italiana.

## Carriera

### Club
All'Asiago ha firmato un contratto fino al termine della stagione 2023/24.

### Nazionale
In possesso del passaporto italiano e maturate due stagioni consecutive in una squadra di club italiana, necessarie per vestire la maglia azzurra, Finoro ricevette la prima convocazione con il Blue Team il 25 ottobre 2023, in occasione del Tamás Sárközy Memorial Tournament disputatosi a Budapest il successivo mese di novembre. L'esordio avvenne il 9 novembre nel match inaugurale vinto 1-0 contro la Slovenia.
Nel mese di aprile 2024 venne convocato per il raduno alla Sparkasse Arena, in vista di alcune partite amichevoli in preparazione ai Mondiali di Iª Divisione - Gruppo A di Bolzano. Tuttavia, dopo l'amichevole del 21 aprile vinta 4-0 contro la Corea del Sud, venne escluso dal roster definitivo.

## Palmarès

### Club
- Campionato italiano: 1

Asiago: 2021-2022
- Alps Hockey League: 1

Asiago: 2021-2022
- Supercoppa italiana: 1

Asiago: 2022

### Giovanili
- Ontario Hockey League Gold Cup: 1

Guelph Jr. Gryphons U16 AAA: 2013-2014
- USports (Ontario University Athletics): 1

University of Guelph: 2019-2020

### Individuale
- USports (OUA West) All-Rookie Team: 1

2019-2020
- Alps Hockey League Scorer of the Championship Winning Goal: 1

2021-2022